# Àcid hiragònic
L'àcid hiragònic, el qual nom sistemàtic és àcid (6E,10E,14E)-hexadeca-6,10,14-trienoic, és un àcid carboxílic poliinsaturat de cadena lineal amb setze àtoms de carboni, la qual fórmula molecular és {\displaystyle {\ce {C16H26O2}}}. En bioquímica és considerat un àcid gras i se simbolitza per C16:3 n-2. Té tres dobles enllaços en conformació trans no conjugats.

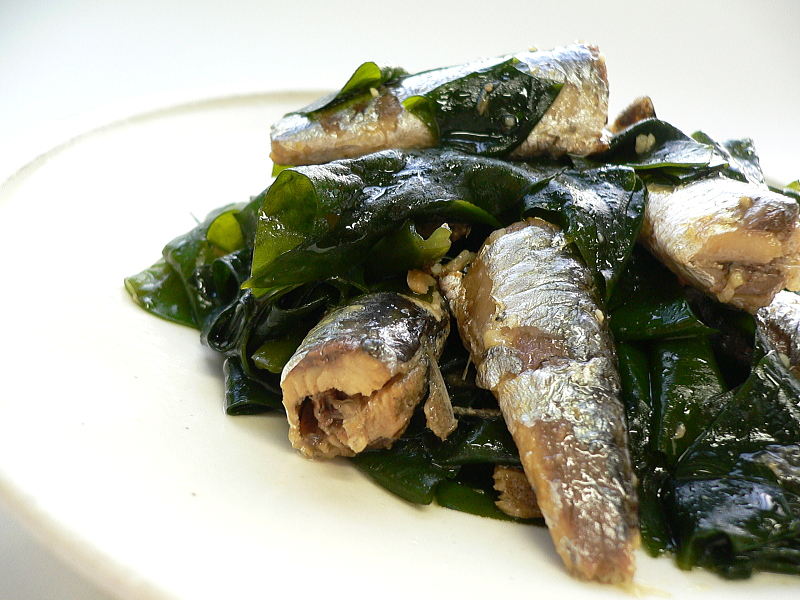
Sardines japoneses

A temperatura ambient és un líquid groc amb una densitat entre 4 °C i 20 °C de 0,9288 g/cm³ i un índex de refracció que val 1,4855 a 20 °C. És soluble en acetona, etanol, dietilèter i metanol. Fou aïllat per primera vegada el 1929 de l'oli de sardina japonesa (Clupanodon melanostica) pels científics japonesos Yoshiyuki Toyama i Tomotaro Tsuchiya, i determinada la seva constitució pels mateixos autors el 1935. Posteriorment també ha sigut identificat a l'alga roja Hypnea musciformis.